# Клемонс (Северна Каролина)
Клемонс (енгл. Clemmons) град је у америчкој савезној држави Северна Каролина.

## Демографија
По попису из 2010. године број становника је 18.627, што је 4.8 (34,7%) становника више него 2000. године.
| Група             | 2000.          | 2010.          |
| Белци             | 12.196 (88,2%) | 14.866 (79,8%) |
| Афроамериканци    | 721 (5,2%)     | 1.255 (6,7%)   |
| Азијати           | 291 (2,1%)     | 690 (3,7%)     |
| Хиспаноамериканци | 490 (3,5%)     | 1.571 (8,4%)   |
| Укупно            | 13.827         | 18.627         |